# Groene polder (Haren)
De Groene polder is een voormalig waterschap in de provincie Groningen.
Het waterschap lag ten zuiden van Waterhuizen aan weerszijden van de spoorlijn Groningen - Nieuweschans. De polder wordt omgeven door de N860 en in onbruik geraakte Hooilaan (Waterhuizerweg). De polder had een molentje dat uitsloeg op het Winschoterdiep. 
Waterstaatkundig gezien ligt het gebied sinds 2000 binnen dat van het waterschap Hunze en Aa's.
Er was ook een Groene polder bij Noordhorn.